# Фицрой (басейн на Коралово море)
Фицрой (на английски: Fitzroy River) е река в североизточната част на Австралия, в щата Куинсланд, вливаща се в Коралово море. Дължината ѝ е 335 km (заедно с дясната съставяща я река Доусън 1070 km), а площта на водосборния басейн – 142 665 km².
Река Фицрой се образува на 56 m н.в., на 14 km североизточно от град Дюаринга, от сливането на двете съставящи я реки Макензи (290 km, лява съставяща) и Доусън (735 km , дясна съставяща), извиращи съответно от хребетите Честъртън и Експедишън, съставни части на Голямата вододелна планина. По цялото си протежение река Фицрой тече през хълмисти райони, в началото на север, след това на изток и накрая на югоизток, като образува многочислени меандри. Влива чрез естуар в Коралово море при малкото градче Порт Алма. Среден годишен отток 187 m³/s. В сезона на летните дъждове (от януари до март) има ясно изразено пълноводие, а през сухия сезон от август до декември) в отделни участъци през някои много сухи години пресъхва. На 40 km от устието ѝ е разположен град Рокхемптън, до който по време на пълноводие е плавателна за плитко газещи речни съдове.
Река Фицрой е открита пна 4 май 1853 г. от австралийските изследователи Чарлз и Уилям Арчър, които наименуват новооткритата река в чест на сър Чарлз Фицрой (1796 – 1858), губернатор на колонията Нов Южен Уелс от 1846 до 1855 г.